# Сонгок, Айзек
Айзек Кипроно Сонгок (англ. Isaac Kiprono Songok) — кенийский бегун на длинные дистанции. Многократный призёр и победитель чемпионатов мира по кроссу. В 2001 году установил мировые рекорды среди юношей в беге на 1 милю — 3.54,56 и 2000 метров — 4.56,86. Эти рекорды до сих пор остаются непревзойдёнными. В этом же году стал чемпионом мира среди юношей на дистанции 1500 метров. На чемпионате мира 2003 года в Париже финишировал 9-м на 1500 метров. Занял 12-е место на олимпийских играх 2004 года. На чемпионате мира 2005 года занял 10 место в беге на 5000 метров на дистанции 5000 метров.
Серебряный призёр чемпионата Африки 2008 года в беге на 5000 метров. Занимает 9-е место в списке самых быстрых бегунов на дистанции 5000 метров.

## Личные рекорды
- 1500 метров — 3.30,99
- 3000 метров — 7.28,72
- 5000 метров — 12.48,66